# Lewan Gureszidze
Lewan Gureszidze (ur. 21 września 1988 w Tbilisi) – gruziński saneczkarz.
Gureszidze miał wziąć udział w igrzyskach olimpijskich w Vancouver, jednakże wycofał się ze startu z powodu śmierci Nodara Kumaritaszwiliego, reprezentacyjnego kolegi, podczas treningu na Whistler Sliding Centre odbywającego się tuż przed rozpoczęciem igrzysk.

## Osiągnięcia

### Igrzyska olimpijskie
| Rok  | Miejsce   | Jedynki | Sztafeta       |
| ---- | --------- | ------- | -------------- |
| 2010 | Vancouver | DNS     | nie rozgrywano |

### Puchar Świata

#### Miejsca w klasyfikacji generalnej
| Sezon     | Miejsce |
| --------- | ------- |
| 2008/2009 | 53.     |
| 2009/2010 | 60.     |
| 2010/2011 | 54.     |
| 2011/2012 | 51.     |